# تخته‌لار
تخته‌لار (به لاتین: Taxtalar) یک منطقه مسکونی در جمهوری آذربایجان است که در شهرستان شابران واقع شده است. تخته‌لار ۵۳۲ نفر جمعیت دارد.